# سایوز۱۲
سایوز-۱۲ (به روسی: Союз ۱۲) (به معنای اتحاد ۱۲) یک مأموریت سرنشین دار فضایی بود که توسط سازمان فضایی شوروی به فضا پرتاب شد. هدف عمده این مأموریت آزمایش فضاپیمای جدید سایوز7k-t بود که پس از فاجعه سایوز۱۱ برای انتقال امن فضانوردان به فضا باید مورد استفاده قرار می‌گرفت. سایوز-۱۱ موجب شد تا برنامه فضایی شوروی تا ۲ سال تعطیل شود و روس‌ها به این نتیجه برسند که در مواقع صعود و فرود دوباره، فضانوردان لباس مخصوص فضانوردی خود را همیشه بر تن داشته باشند. مسئله ای که باعث شد تعداد فضانوردان در مأموریت‌های سایوز تا مدتی از ۳ به ۲ کاهش یابد. بعد از وسخود-۲ برای اولین بار بود که در هنگام ورود به زمین فضانوردان لباس خود را بر تن کرده بودند.
ابتدا قرار بود این مأموریت به مقصد ایستگاه فضایی جدید روسی پرواز کند. اما مشکلات که برای سالیوت-۲ و کاسموس-۵۵۷ پیش آمده بود، عملاً اتصال به آن‌ها را غیرممکن بود. با توجه به تغییر اهداف مأموریت‌های سایوز که از این پس فضانوردان باید به مقصد ایستگاه‌های فضایی پرواز می‌کردند، پانل‌های خورشیدی در فضاپیمای سایوز7k-t حذف شده و از باتری به جای منبع قدرت استفاده می‌شد. همین امر موجب می‌شد سایوز7k-t از یک فضاپیمای مدارگرد به یک فضاپیمای ترابری تبدیل شود.
در روز دوم مأموریت فضاپیما در یک مدار ۳۲۶ الی ۳۴۴ کیلومتری قرار گرفت. که بعداً باعث شد تا سالیوت -۴ با توجه به نتایج به دست آمده در این مدار قرار گیرد. در این فضاپیما از یک دوربین چند طیفی برای عکس برداری محیطی و پوشش جنگلی هم استفاده شده بود. فضانوردان این مأموریت برای برقراری ارتباط با واحد کنترل در موقعیت‌هایی که ارتباط رادویی نداشتند، از ماهواره ای که مدتی قبل به نام مولنیا-۱ به فضا پرتاب کرده بودند، استفاده می‌کردند.
هنگامی که فضاپیما مهیای ورود به زمین می‌شد، جسمی از فضاپیما کنده شد و ۱۱۶ روز در مدار چرخید و سرانجام در ۴۰۰ کیلومتری قراغندی به زمین سقوط کرد. 

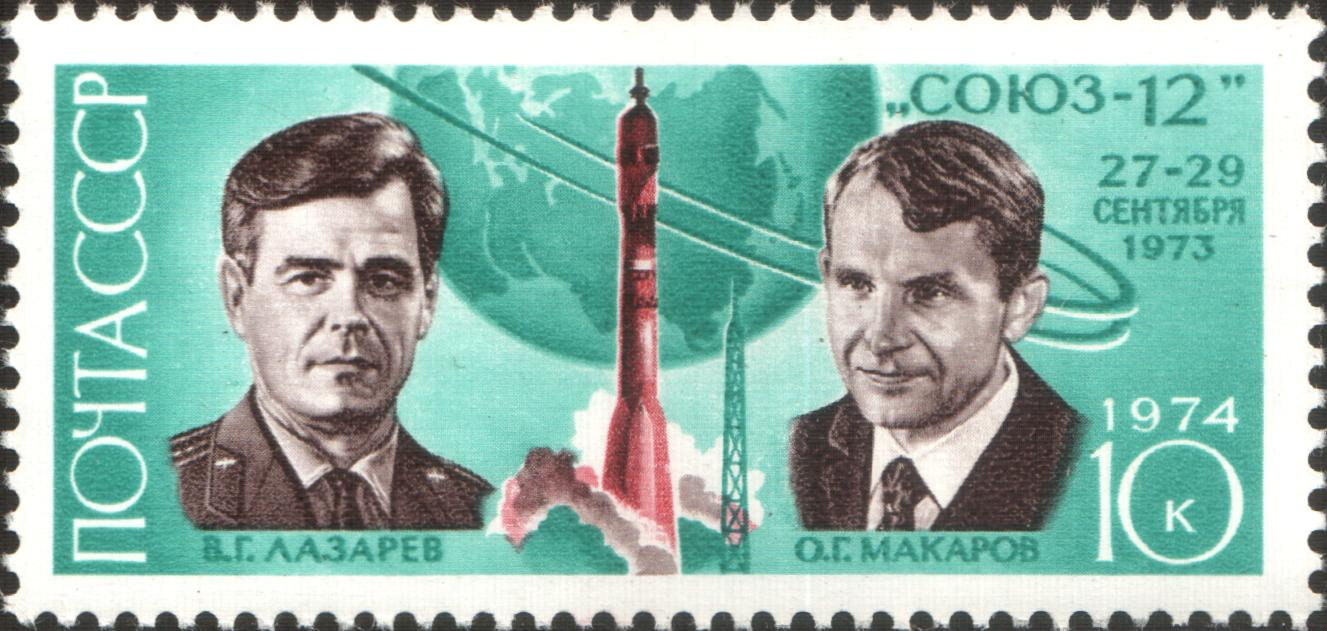
تصاویر فضانوردان بر روی تمبر

## خدمه مأموریت
| شماره | نام                     | ملیت               | تعداد پرواز | نقش         | تصویر |
| ۱     | واسیلی لازارف           | اتحاد جماهیر شوروی | ۱           | فرمانده     |       |
| ۲     | اولگ گریگوریویچ ماکاروف | اتحاد جماهیر شوروی | ۱           | مهندس پرواز |       |